# Jardín Botánico de Montet
El Jardín Botánico de Montet en francés: Jardin Botanique du Montet es un jardín botánico de 27 hectáreas de extensión que se encuentra en Villers-lès-Nancy, Nancy, Francia.
Está administrado por el Conservatorio y Jardines Botánicos de Nancy (« Conservatoire et jardins botaniques de Nancy (CJBN)» ).
Está categorizado por el Ministerio de Cultura de Francia como « Jardín notable» (« jardin remarquable») en 2004 al crear la etiqueta.

## Historia
Creado en 1975, se inician grandes trabajos de infraestructura con la construcción de los edificios administrativos, laboratorios e invernaderos) en donde las primeras colecciones al aire libre están en curso de asentamiento, pronto se convertiría en uno de los más importantes equipamientos botánicos franceses.
Este jardín botánico se creó como el sucesor del jardín botánico más antiguo de la ciudad de Nancy el Jardín Dominique Alexandre Godron (fundado en 1758), y cuyas colecciones de plantas fueron transferidas al jardín nuevo en 1993.
El alpinum se crea entre 1982 y 1986 y la colección sistemática a partir de 1985.
El pabellón de recepción del jardín, en madera y vidrio, fue construido en 2005 según los planos del arquitecto Christophe Presle,.

## Colecciones
Con más de 12.000 especies en cultivo, botánico es un verdadero museo de plantas que da prueba de la extraordinaria riqueza del mundo vegetal. Las plantas se encuentran agrupadas en diferentes secciones:
- Alpinum,
- Arboretum,
- Rosaleda,
- Invernaderos tropicales con 2.500 m², con varias y ricas colecciones de plantas destacando Araceae ( gracias a la cual está catalogado como "Collection National" por el Conservatorio de colecciones vegetales especializadas), Nymphaea, Orchidaceae, Bromeliaceae plantas suculentas, insectívoras y mirmecófilas
- Plantas medicinales,
- Colecciones históricas
- Colección sistemática
- Herbario con más de 300.000 pliegos conservados que datan desde 1604 hasta nuestros días.

En el jardín se encuentra la chapelle Sainte-Valérie (48°39′35.2″N 6°9′13″E / 48.659778, 6.15361) que domina el alpinum. Esta fue erigida en el siglo XVI en honor de Valérie Geoffroy, ya sea por su padre Jean Geoffroy, ya sea por su marido Antoine Champier (hijo de Symphorien Champier y ahijado del Duque Antoine de Lorraine). Es una dependencia del castillo de Montet situado en el borde del jardín.
Algunas vistas del "Jardin Botanique du Montet".

Detalles
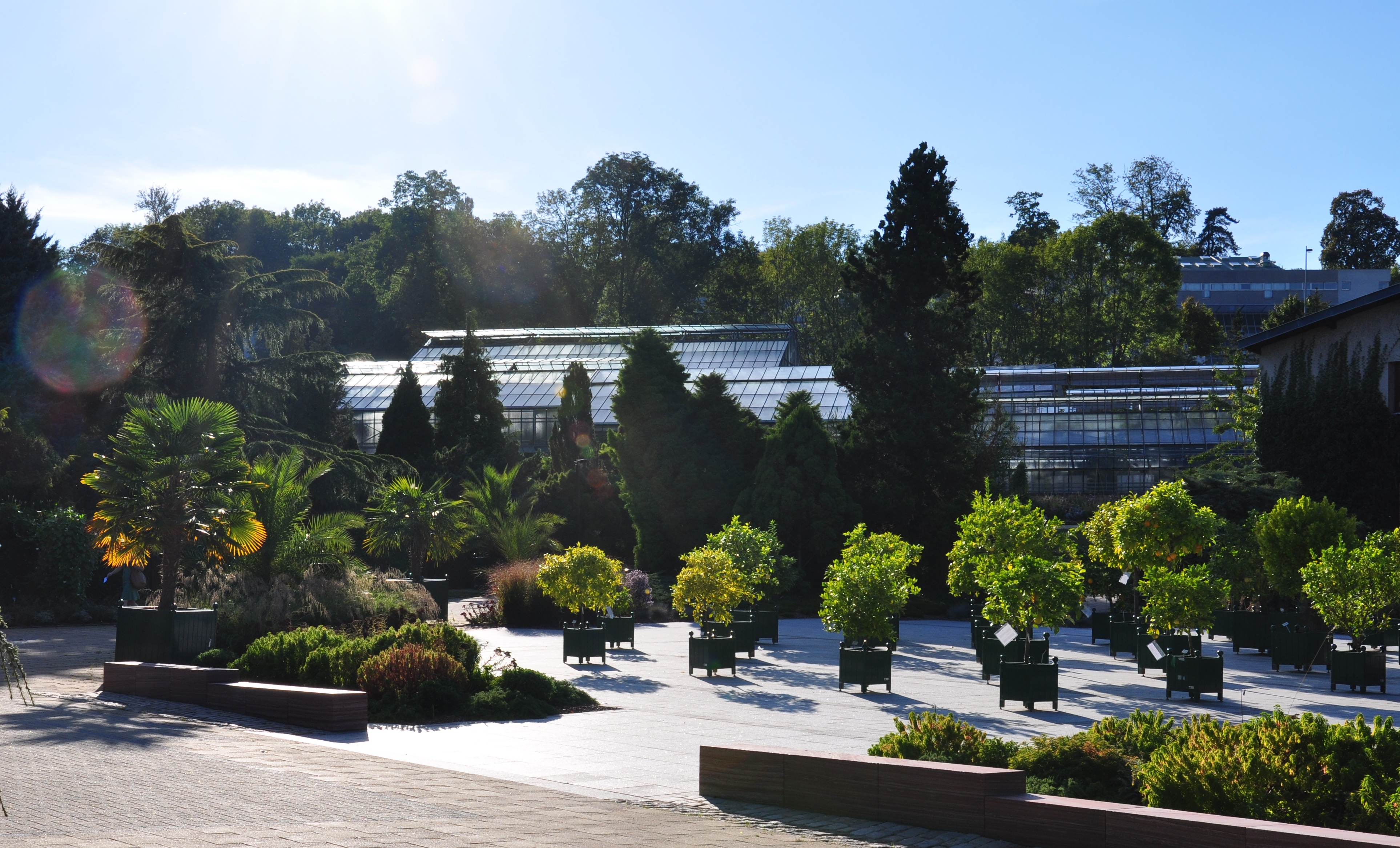
Los invernaderos del jardin botanique du Montet
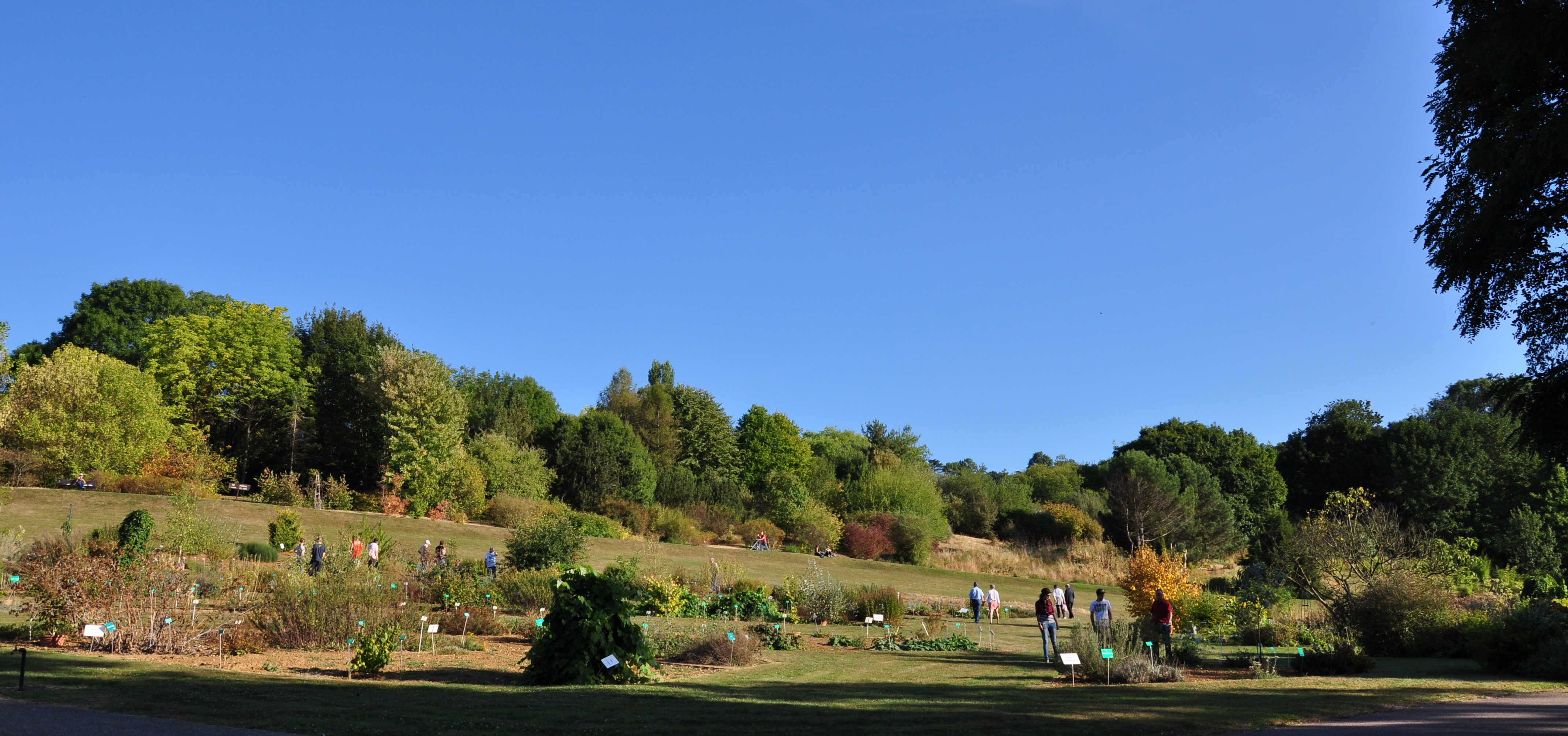
Vista panorámica del jardín
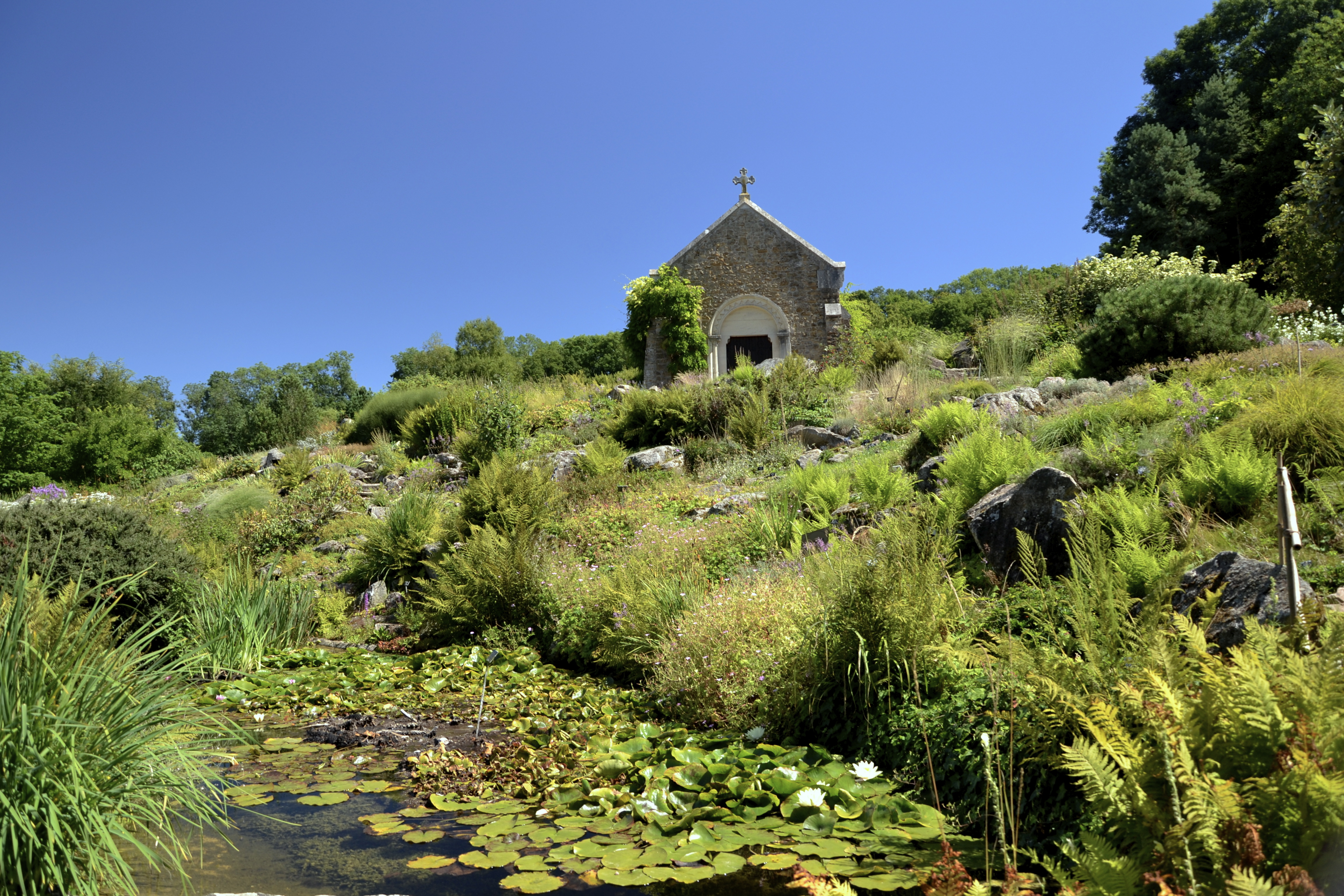
Vista de la capilla Sainte-Valérie, alpinum y charca de plantas acuáticas.
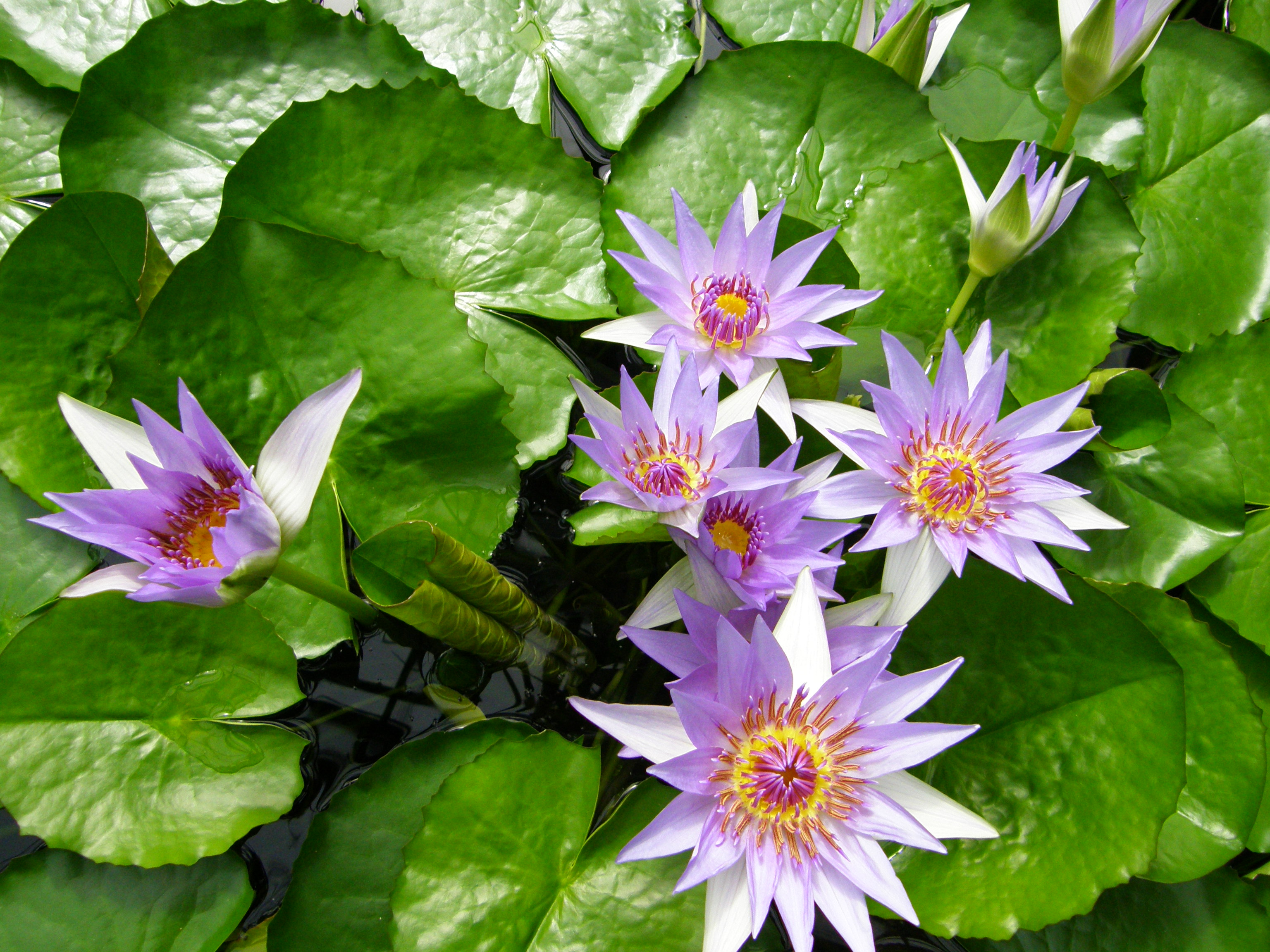
Nymphaea colorata una de las especies cultivadas en el jardín botánico.